# Morzeszczyn
Morzeszczyn (Duits: Morroschin) is een dorp in het Poolse woiwodschap Pommeren, in het district Tczewski. De plaats maakt deel uit van de gemeente Morzeszczyn en telt 684 inwoners.

## Verkeer en vervoer
- Station Morzeszczyn